# Heaven's on Fire
«Heaven's on Fire» (en español: «el cielo esta en llamas») es una canción de la banda estadounidense Kiss, escrita por el vocalista Paul Stanley y el reconocido compositor Desmond Child. Fue el primer sencillo del álbum de 1984 Animalize. El vídeo de la canción marcó el único clip de la banda en el que aparece el guitarrista Mark St. John, contratado para reemplazar a Vinnie Vincent, de corta estancia en Kiss debido a un problema de parálisis en sus manos.

## Créditos
- Paul Stanley - voz, guitarra
- Mark St. John - guitarra
- Gene Simmons - bajo
- Eric Carr - batería